# The Danish Girl
The Danish Girl ist eine US-amerikanisch-britische Filmbiografie aus dem Jahr 2015. Regie führte Tom Hooper, das Drehbuch schrieb Lucinda Coxon. Das Filmdrama basiert auf dem gleichnamigen Roman des US-amerikanischen Autors David Ebershoff über die Malerin Lili Elbe, die sich einer geschlechtsangleichenden Operation unterzog. Es ist unklar, ob Lili Elbe intersexuell war. Premiere hatte der Film am 5. September 2015 bei den Internationalen Filmfestspielen von Venedig, kam am 27. November 2015 in die US-Kinos und am 7. Januar 2016 in die deutschen Kinos.

## Handlung
Die dänische Malerin Gerda Wegener, die in dem deutschsprachigen Roman Greta genannt wird, führt in den frühen zwanziger Jahren des zwanzigsten Jahrhunderts mit ihrem Mann, dem dänischen Landschaftsmaler und Illustrator Einar Wegener, ein bewegtes Künstlerleben in Kopenhagen. Eines Tages springt dieser als weibliches Modell ein, weil Gerdas Modell verhindert ist. Als sie Einar porträtiert, findet dieser Gefallen an dem feinen Stoff und entdeckt seine lang verborgene weibliche Seite wieder. Von Ulla, der Freundin des Ehepaares, die die beiden beim Erstellen des Porträts überrascht, wird ihm scherzhaft der Name Lili gegeben.
Das gemalte Bild erlangt Berühmtheit, und so zeichnet Gerda weitere Porträts ihres Mannes in Frauenkleidern. Die feminine Seite, der er als Gerdas Modell freien Lauf lassen darf, lässt „Lili“ nicht mehr los, und er beginnt sich auch öffentlich als Frau zu präsentieren. Bei gesellschaftlichen Anlässen unternimmt er den Versuch, unerkannt in seiner neuen Rolle aufzutreten, und studiert bei diesen Gelegenheiten das Verhalten und die Körpersprache anderer Frauen, die er bald perfekt imitieren kann. Mit der Existenz von Lili entstehen aber zunehmend Spannungen in der  Ehe von Lili und Gerda; Lili macht sich deshalb auf die Suche nach ärztlichem Rat. Einer der Ärzte rät ihm zur Lobotomie. Ein anderer diagnostiziert sogar eine angebliche Schizophrenie und möchte Lili direkt in die Psychiatrie einweisen, doch sie kann rechtzeitig durch ein Fenster fliehen.
Auf Ullas Empfehlung trifft Lili schließlich den Arzt Kurt Warnekros, der sie als einziger ernst nimmt und ihr von einer geschlechtsangleichenden Operation erzählt. Die Umwandlung besteht aus zwei Eingriffen; beim ersten wird das männliche Geschlechtsorgan entfernt, beim zweiten ein weibliches Geschlechtsorgan geformt. Der Eingriff ist nahezu unerprobt und äußerst riskant, aber da Lili endgültig im Körper einer Frau leben möchte, wagt sie den Schritt und wird Anfang der 1930er Jahre zu einer der ersten Personen, die sich einer solchen Operation unterziehen. Sie reist für die Operation durch Dr. Warnekros nach Dresden. Trotz anfänglicher Skepsis besucht Gerda Lili am Krankenbett. Beide reisen wieder nach Kopenhagen zurück, und Lili arbeitet fortan in einer Parfümabteilung für Frauen. Lili befreundet sich mit einem homosexuellen Mann, der Interesse an ihr hatte, als sie noch Einar war. Um den zweiten Teil der Operation vornehmen zu lassen, fährt Lili wieder nach Dresden, Gerda und der Jugendfreund Hans begleiten sie. Bei diesem Eingriff kommt es zu Komplikationen und Lili verliert sehr viel Blut; sie stirbt im Beisein von Gerda und Hans.

## Produktion

### Finanzierung
Im Juni 2010 wurde bekannt, dass der Film mit 1,2 Millionen Euro vom NRW Film Board unterstützt werden soll. Ein Vertrag verlangte im Gegenzug, dass 19 Drehtage in Deutschland stattfinden müssen.

### Besetzung
Im April 2014 wurde bekannt, dass der britische Schauspieler Eddie Redmayne die Hauptrolle der Lili übernehmen wird, der dann im Februar 2015 für seine Rolle als Stephen Hawking in Die Entdeckung der Unendlichkeit einen Oscar gewann. Ebenfalls im April 2014 wurde bekannt, dass Tom Hooper die Regie des Films übernimmt. Nachdem in den Jahren zuvor für die Rolle der Gerda mehrere bekannte Schauspielerinnen wie Charlize Theron, Gwyneth Paltrow und Nicole Kidman im Gespräch waren, wurde im Juni 2014 die Besetzung der Rolle mit Alicia Vikander bekannt gegeben. Im Januar 2015 stieß Matthias Schoenaerts zur Crew.
Redmayne bereitete sich auf seine Rolle durch Gespräche mit Mitgliedern der Transgender-Community vor. Für diese Erfahrung war Redmayne sehr dankbar und resümierte: „Sie waren alle unglaublich herzlich und offen, haben mir eine großartige Erziehung ermöglicht und mich gelehrt, dass Sexualität und Geschlecht zwei verschiedene Dinge sind.“

### Dreharbeiten
Die Dreharbeiten begannen im Februar 2015 in London und fanden im weiteren Verlauf in Hertfordshire (ebenfalls Vereinigtes Königreich), Dänemark (Kopenhagen), Belgien (Brüssel), Norwegen (Møre og Romsdal und Romsdalen) und Berlin, sowie Dresden (Panoramaaufnahmen) statt. Die Dreharbeiten wurden im April 2015 abgeschlossen.

## Historischer Hintergrund

### Echte Personen und literarische Vorlage

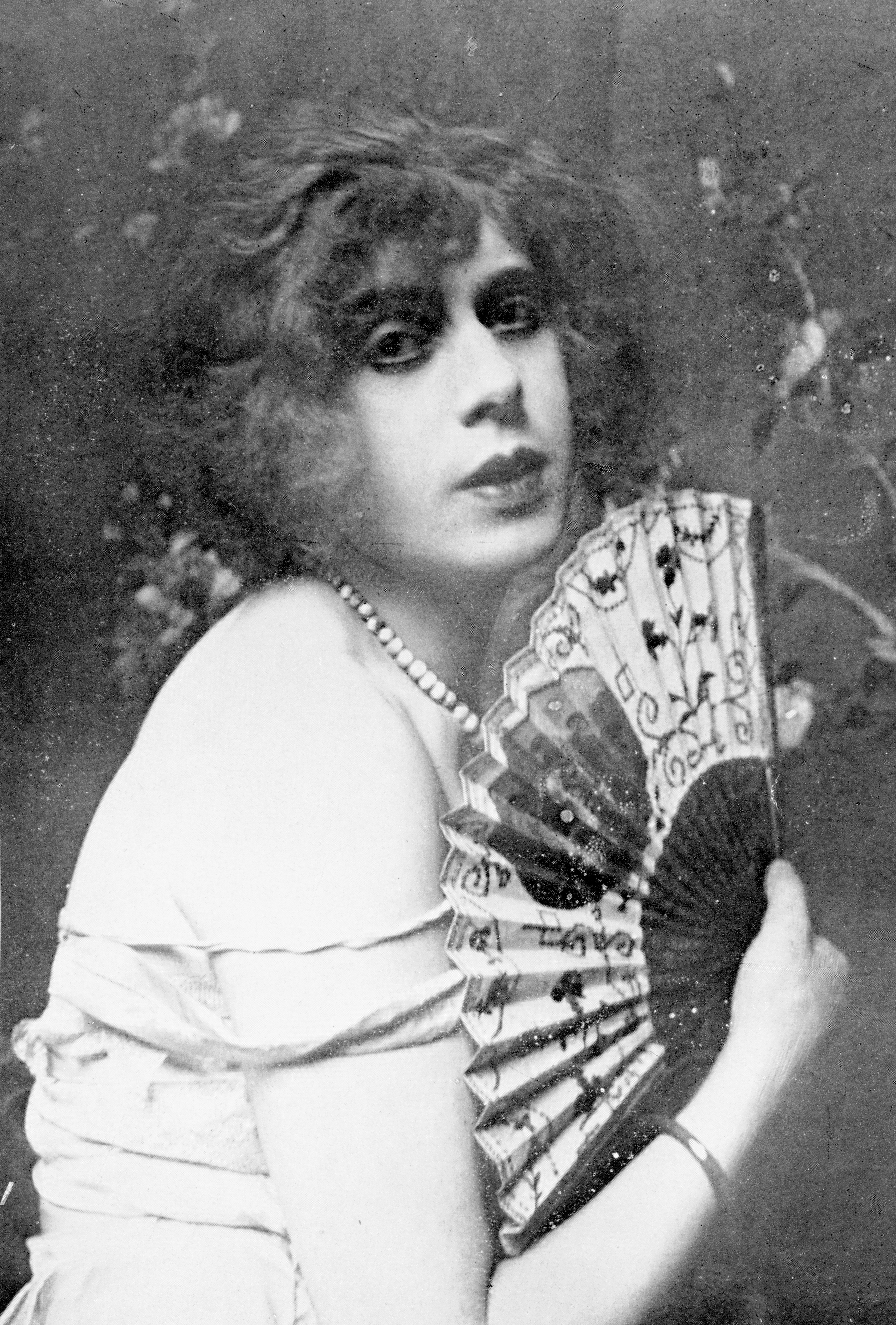
Lili Elbe, 1926

Das Erstlingswerk The Danish Girl von David Ebershoff, auf dem der Film beruht, erschien im Jahr 2000 und wurde 2002 zu einem Bestseller. Lili Elbe war eine der Ersten, die sich in Deutschland Anfang der 1930er Jahre einer geschlechtsangleichenden Operation unterzogen, zuerst am Institut für Sexualwissenschaft von Magnus Hirschfeld in Berlin und dann noch zweimal von Kurt Warnekros in Dresden. Der Roman basiert auf Lili Elbes Lebensbericht Fra mand til kvinde, der 1931 zuerst in dänischer Sprache erschien und später auch ins Deutsche übersetzt wurde. Für seinen Roman ließ Ebershoff die Ehefrau von Wegener zur amerikanischen Malerin Greta Waud werden. Die echte Partnerin wurde als Gerda Gottlieb geboren und war Dänin.

### Abweichungen vom Buch
Abweichend vom Buch, wo sich Gerda und Lili trennen, bleibt Gerda im Film bis zum Schluss an Lilis Seite. Dass die Ehe vom dänischen König annulliert wurde, kommt im Film ebenfalls nicht zur Sprache. Auch den Umzug nach Marokko und Gerdas lesbische Beziehungen spart der Film aus.

## Soundtrack
Der Original-Soundtrack wurde am 4. Dezember 2015 von Decca Records veröffentlicht und enthält die Filmmusik von Alexandre Desplat. Er umfasst 20 Lieder, die Gesamtlänge beträgt 59:06 min.
Desplat wurde für seine Arbeit sowohl im Rahmen der Satellite Awards 2015 als auch der Golden Globe Awards 2016 in der Kategorie Beste Filmmusik nominiert.
Titelliste des Soundtracks
1. The Danish Girl
2. Lily’s Dream
3. Watching Ulla
4. Gerda
5. Make-up & Costume
6. Watching
7. The Mirror
8. Einar Returns Home
9. To Dresden
10. Aggression
11. Radiation
12. Gerda In The Rain
13. Fonnesbech
14. Schizophrenia
15. One Step At A Time
16. Lost Blood
17. Lily’s Death
18. Roses Of Picardy
19. Danish Waltz 1
20. Danish Waltz 2

## Rezeption

### Altersfreigabe
In Deutschland ist der Film FSK 6. In der Freigabebegründung heißt es: „Einige Szenen, die die Härte der Diskriminierung in der damaligen Gesellschaft darstellen, können Kinder im Vorschulalter emotional überfordern, doch bereits 6-Jährige sind in der Lage, sie im Kontext der behutsamen Inszenierung zu verarbeiten. Ihnen erschließen sich zwar nicht alle Aspekte der Geschichte, doch die vielen ruhigen Passagen und die Betonung der liebevollen Beziehung des Malerpaars gibt ihnen ausreichend emotionalen Halt.“

### Kritiken
In einer Kritik des Hessischen Rundfunks heißt es: Mit ‚The Danish Girl‘ setzt Tom Hooper der historischen Figur Lili Elbe als erster transsexueller Frau ein würdiges Denkmal. Es ist eine berührende Geschichte über Akzeptanz und Toleranz und die Einsicht, wie tolerant unsere westliche Gesellschaft geworden ist. Trotz einer großen Liebe zum Detail und den Bemühungen aller Beteiligten, ein einfühlsames Porträt von Lili Elbe zu zeichnen, kritisiert Daniel Kothenschulte von der Frankfurter Rundschau, Hooper habe sich zu sehr von den historischen Fakten entfernt: Der Regisseur verzichtet in seinem Film auf alles, was an einer solchen Geschichte wehtun könnte. Hierbei bezieht sich Kothenschulte auf die etwaigen Selbstzweifel von Einar oder die erschreckend primitiven operativen Möglichkeiten der damaligen Zeit.

### Auszeichnungen

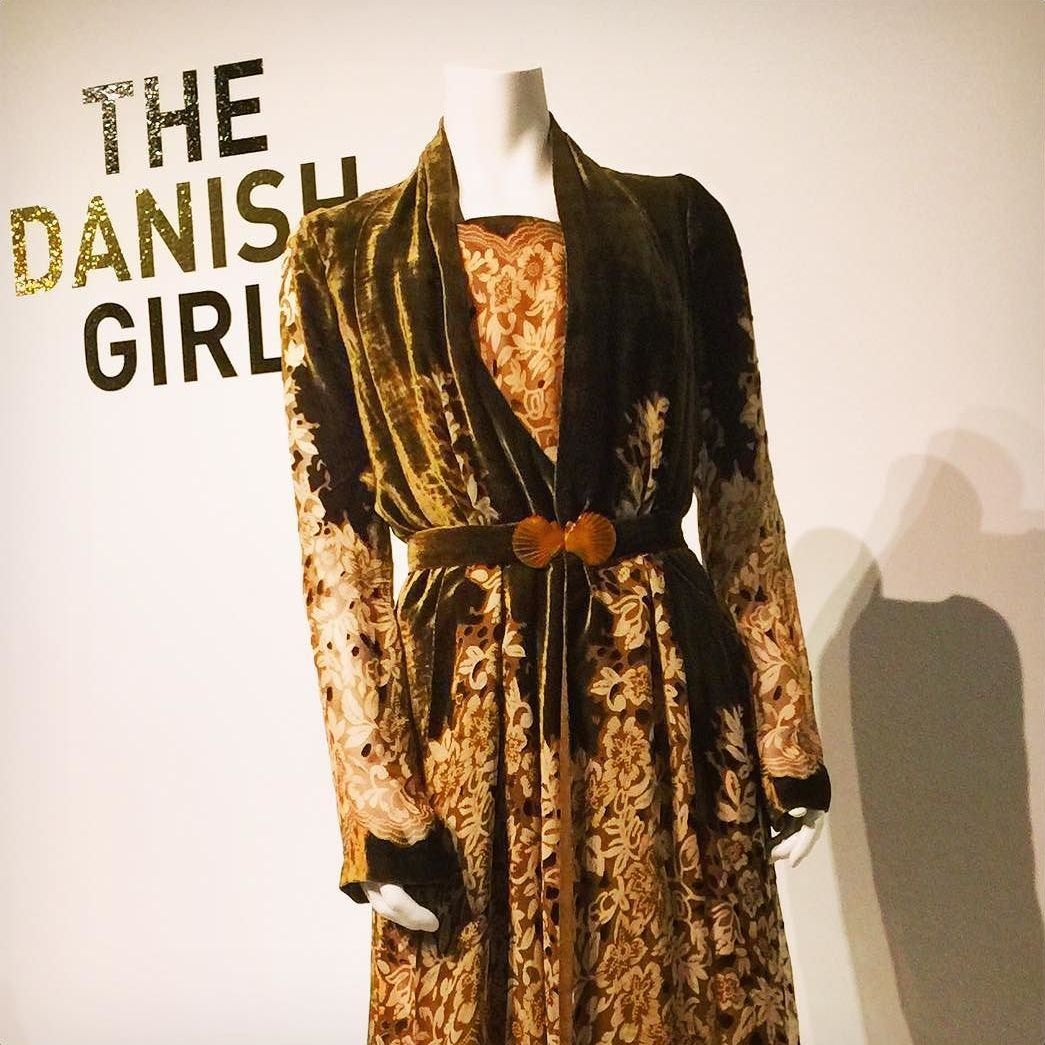
Ein Kostüm aus dem Film, ausgestellt im Rahmen der 24. Annual Art of Motion Picture Costume Design in Los Angeles

The Danish Girl befand sich bei den Internationalen Filmfestspielen von Venedig 2015 im Rennen um den Goldenen Löwen und wurde hier mit dem Queer Lion Award ausgezeichnet. Im Dezember 2015 wurden die Macher des Films vom Weißen Haus für die Unterstützung der LGBT-Community als Champions of Change ausgezeichnet. Bei den Hollywood Film Awards 2015 wurde Alicia Vikander mit dem Hollywood Breakthrough Award ausgezeichnet, und Tom Hooper wurde zum Regisseur des Jahres gewählt. Im Rahmen der Critics’ Choice Movie Awards im Januar 2016 wurden Vikander als Beste Nebendarstellerin und Redmayne als Bester Hauptdarsteller nominiert. Stewart und Standish erhielten Nominierungen für das Beste Szenenbild und Delgado für die Besten Kostüme. Im Rahmen der Golden Globe Awards 2016 wurden Vikander als Beste Hauptdarstellerin – Drama und Redmayne als Bester Hauptdarsteller – Drama nominiert. Zudem erhielt Desplat eine Nominierung für die Beste Filmmusik. Im Rahmen der British Independent Film Awards 2015 wurde Vikander für ihre Leistungen im Film als Beste Schauspielerin nominiert. Im Rahmen der AACTA International Awards 2016 erhielt Redmayne eine Nominierung als Bester Hauptdarsteller und Vikander wurde als Beste Nebendarstellerin nominiert. Vikander wurde am 28. Februar 2016 im Rahmen der Oscarverleihung 2016 als Beste Nebendarstellerin ausgezeichnet. Redmayne hatte zudem eine Nominierung als Bester Schauspieler erhalten, Paco Delgado in der Kategorie Bestes Kostümdesign und Michael Standish und Eve Stewart für das Beste Szenenbild. Am 30. Januar 2016 wurde Vikander im Rahmen der Screen Actors Guild Awards als Beste Nebendarstellerin ausgezeichnet. Die Deutsche Film- und Medienbewertung hat dem Film das Prädikat „besonders wertvoll“ verliehen. Am 21. Februar 2016 wurde Alicia Vikander im Rahmen der Satellite Awards 2015 als Beste Nebendarstellerin ausgezeichnet. Zudem waren Tom Hooper als Bester Regisseur, Lucinda Coxon für das Drehbuch und Eddie Redmayne als Bester Hauptdarsteller nominiert. Alexandre Desplat wurde zudem für die Beste Filmmusik nominiert, Eve Stewart für das Beste Szenenbild und Paco Delgado für das Beste Kostümdesign. Im Rahmen der Teen Choice Awards 2016 wurde Vikander als Choice Movie Actress: Drama nominiert. Im Rahmen des Europäischen Filmpreises 2016 wurde der Film für den Publikumspreis nominiert.

## Synchronisation
Der Film wurde bei der FFS Film- & Fernseh-Synchron GmbH in Berlin vertont. Christoph Cierpka schrieb das Dialogbuch und führte die Dialogregie.
| Rolle                   | Schauspieler         | Synchronsprecher       |
| ----------------------- | -------------------- | ---------------------- |
| Einar Wegener/Lili Elbe | Eddie Redmayne       | Timmo Niesner          |
| Gerda Wegener           | Alicia Vikander      | Yvonne Greitzke        |
| Ulla Paulson            | Amber Heard          | Anne Helm              |
| Kurt Warnekros          | Sebastian Koch       | Sebastian Koch         |
| Henrik                  | Ben Whishaw          | Tobias Nath            |
| Hans Axgil              | Matthias Schoenaerts | Stefan Günther         |
| Rasmussen               | Adrian Schiller      | Jürgen Heinrich        |
| Fonnesbech              | Richard Dixon        | Helmut Gauß            |
| Elsa                    | Emerald Fennell      | Jessica Walther-Gabory |
| Dr. Hexler              | Pip Torrens          | Oliver Siebeck         |